# الحنشة (الحنشة)
الحنشة هو دُوَّار يقع بجماعة سيدي الطيبي، إقليم القنيطرة، جهة الرباط سلا القنيطرة في المملكة المغربية. ينتمي الدوّار لمشيخة الحنشة التي تضم 4 دواوير. يقدر عدد سكانه بـ 1732 نسمة حسب الإحصاء الرسمي للسكان والسكنى لسنة 2004.

## روابط خارجية
- البوابة الوطنية للجماعات الترابية
- المندوبية السامية للتخطيط